# کامب شیزار (اسکندریه)
عبارت عربی "کامب شیزار"  یک محله در مصر است که در استان اسکندریه واقع شده‌است.